# Otgonbayar Ershuu

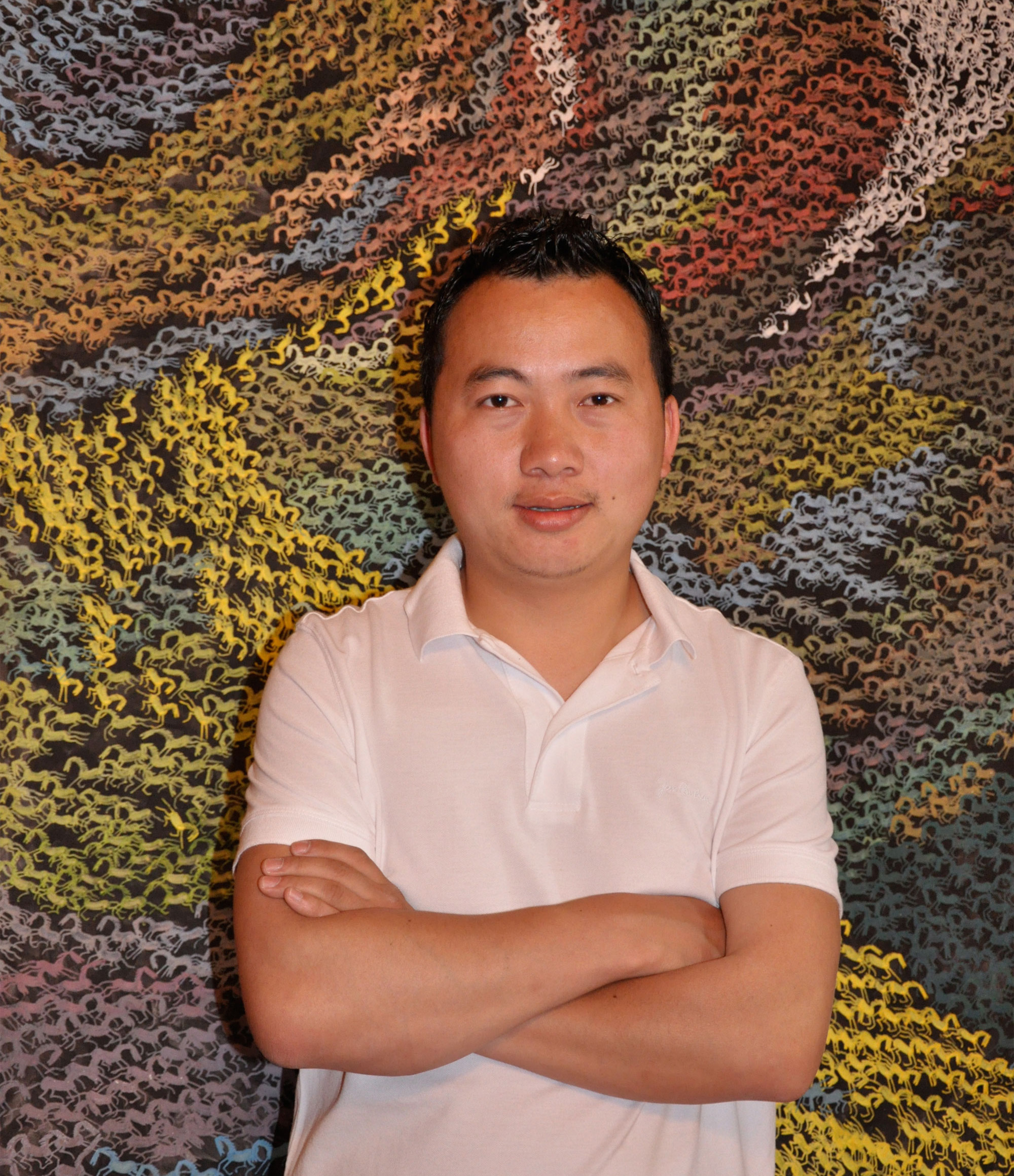
Otgonbayar Ershuu, Konstanz 2009

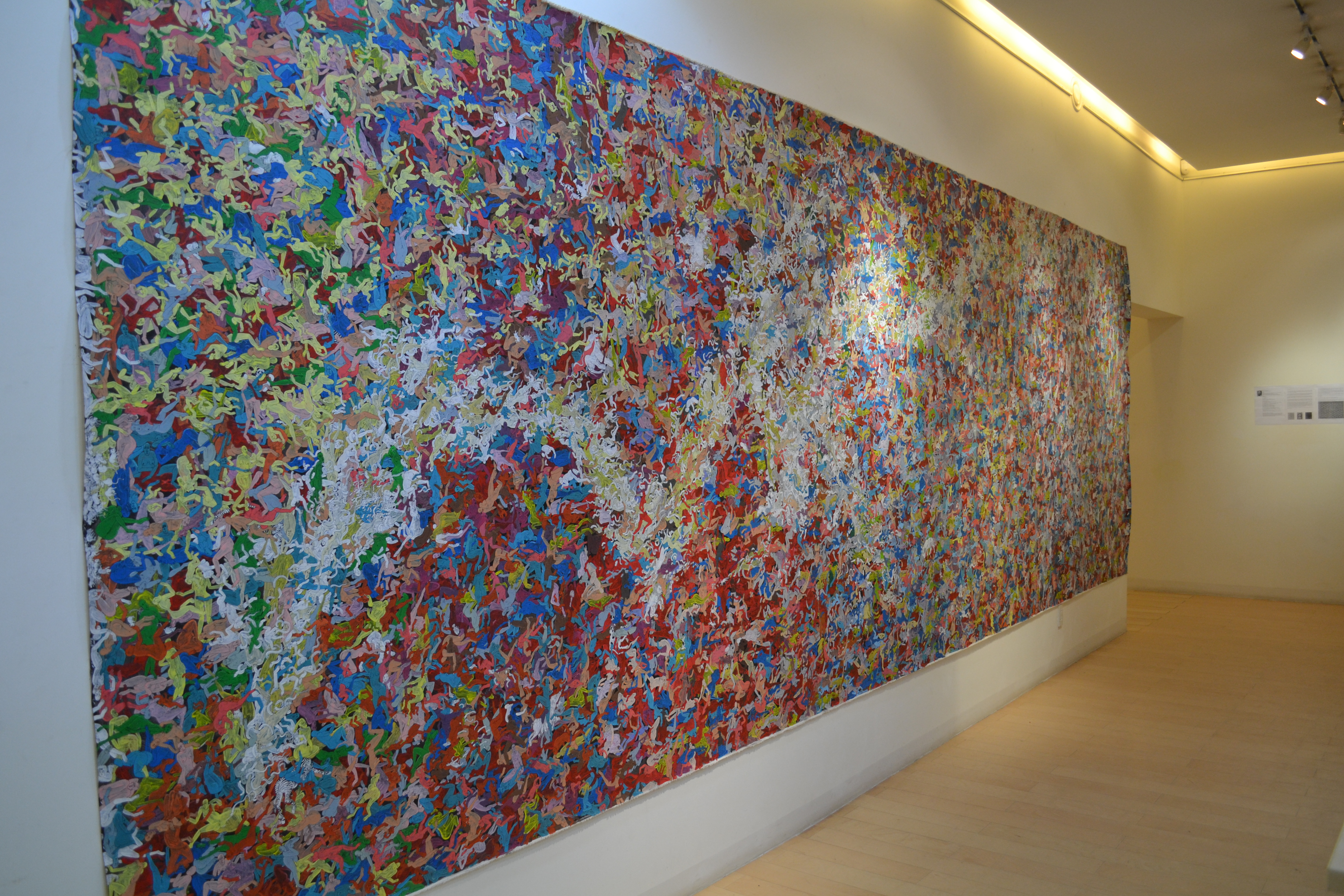
„HUN“ 660×217 cm, Acryl auf Leinwand (Das Bild hat ca. 11196 figürliche Darstellungen, von Menschen bis Tiere)

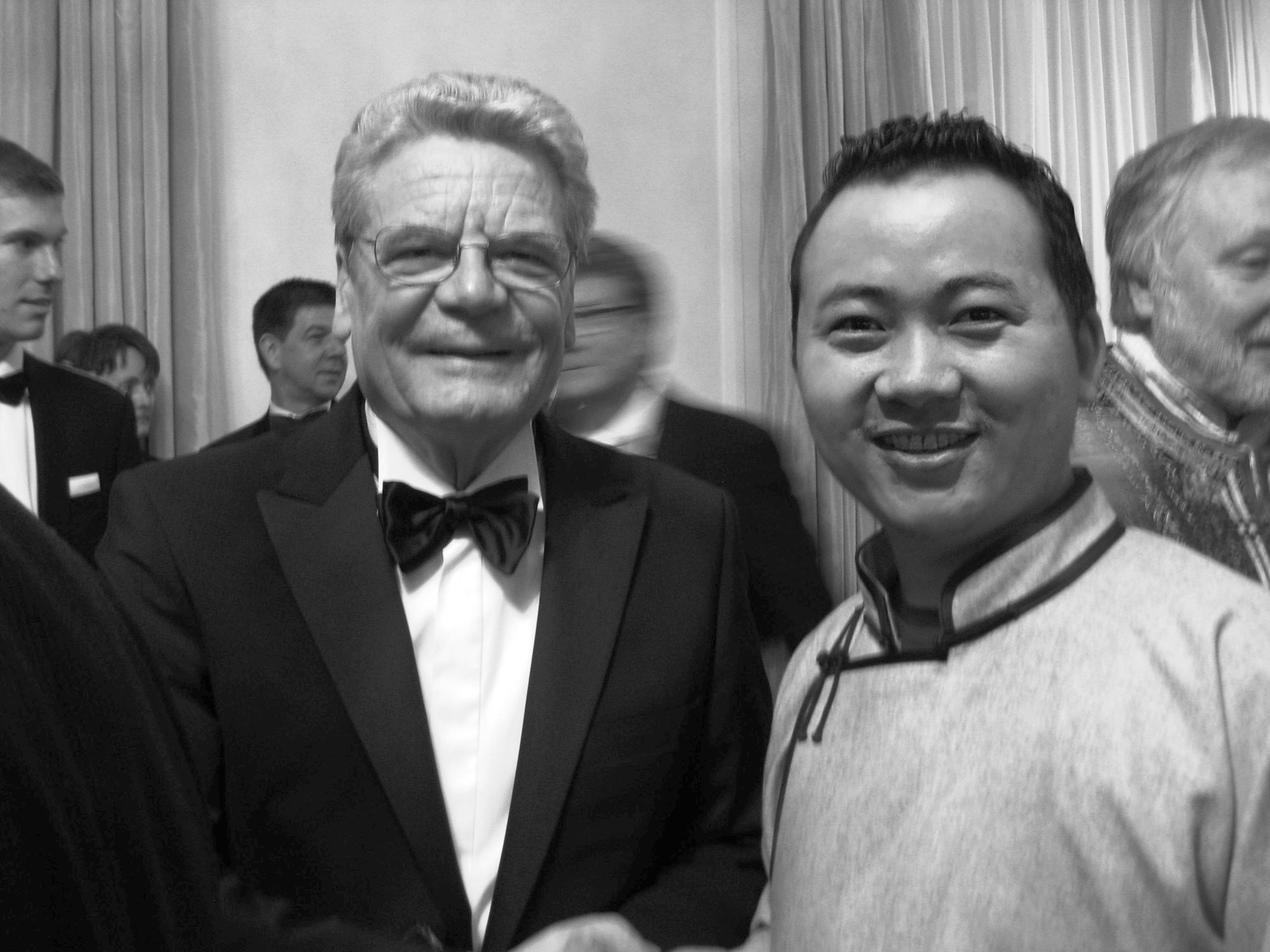
Joachim Gauck, Bundespräsident und Otgonbayar Ershuu, Schloss Bellevue, 2012

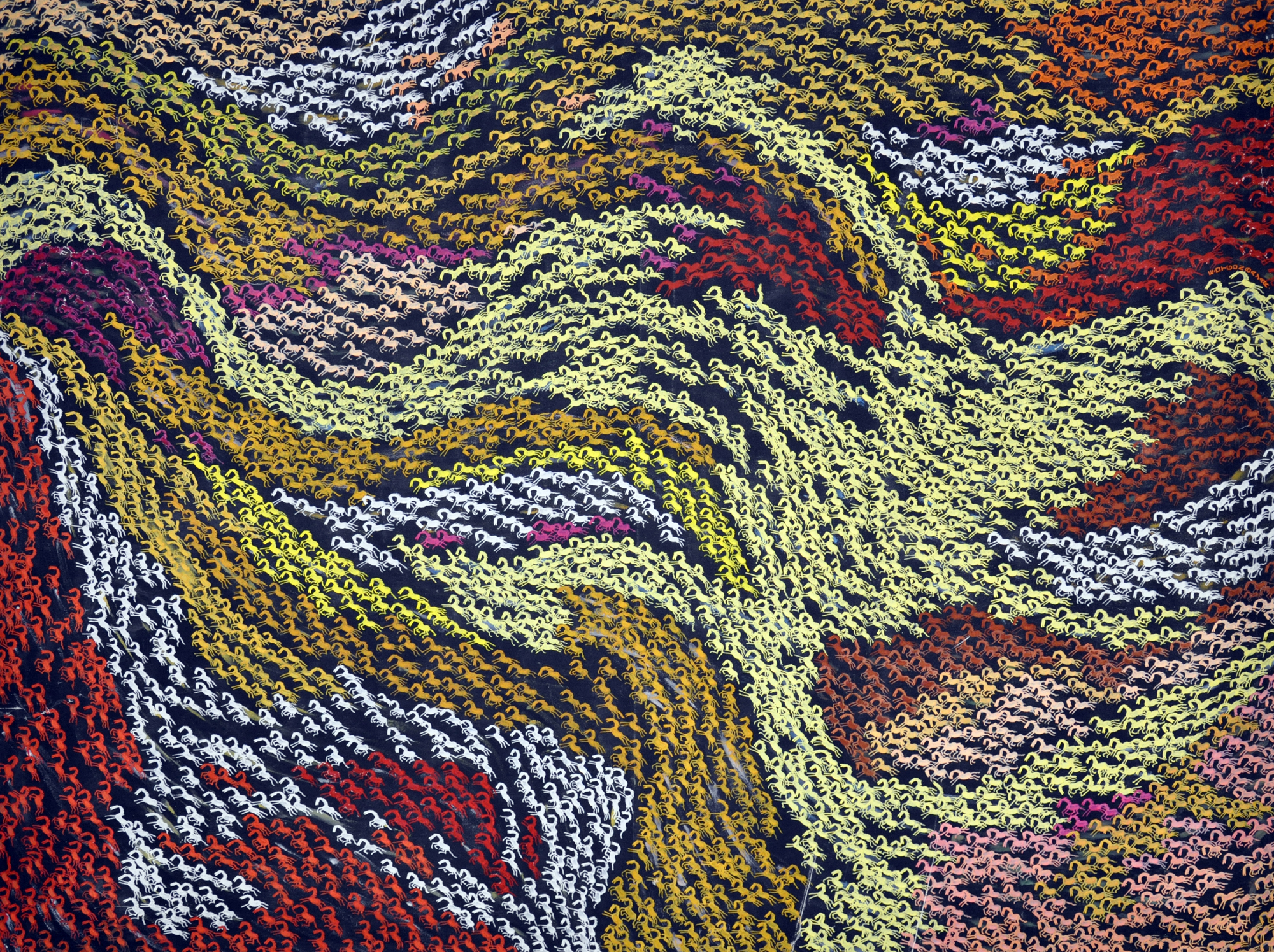
Dröhnende Hufe-12, Tempera auf Baumwolle, 120×160 cm

Otgonbayar Ershuu (mongolisch Эршүүгийн Отгонбаяр Erschüügiin Otgonbajar; * 18. Januar 1981 in Ulaanbaatar) ist ein mongolischer Maler. Sein Künstlername ist OTGO.

## Leben
Er wuchs mit sieben Geschwistern und einem Adoptivbruder auf. Malen fasziniert ihn seit seiner Jugend. Seine Begabung wurde erkannt, und im Alter von 15 Jahren hatte er Einzelausstellungen. Er studierte traditionelle mongolische Malerei in Ulaanbaatar 1998. Während seines Hochschulstudiums schuf Ershuu knapp vierhundert Bilder. Nach dem Studium beteiligte er sich als Maler und Restaurator an mehreren Forschungsreisen zu historischen Stätten der Mongolei. In den buddhistisch-lamaistischen Klöstern studierte er verschiedene Techniken und die Ikonografie der Miniaturmalerei sowie deren spirituelle Hintergründe.
Seit 1998 lebt er als freier Künstler. Zu seinem Schaffen gehören neben freien künstlerischen Arbeiten auch etwa sechshundert „Forschungsbilder“. Ershuu lebt seit 2005 in Berlin. Von 2007 bis 2010 studierte er im Institut für Kunst im Kontext, Fakultät Bildende Kunst der Universität der Künste Berlin und schloss sein Studium 2010 als Master of Arts ab. Seit 2001 stellt Ershuu seine Werke auf internationalen Ausstellungen in Japan, Schweden, Frankreich, den Niederlanden, Indien, Tschechien, der Schweiz, Moldau, Polen, Rumänien, den Vereinigten Arabischen Emiraten, Deutschland und der Mongolei aus.

## Kunst

### Thangka Malerei

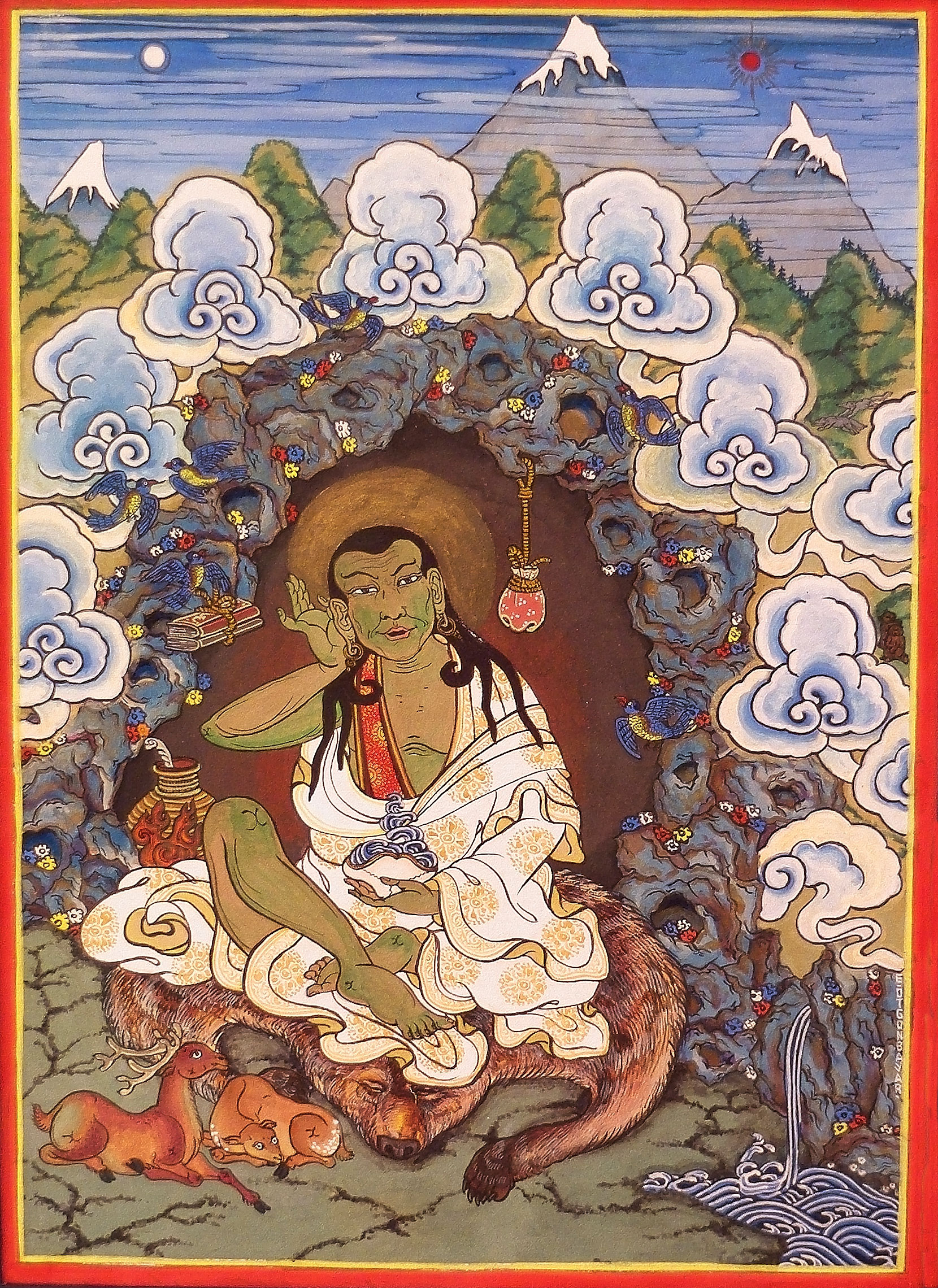
Milarepa, Tempera auf Baumwolle, 21×x30 cm

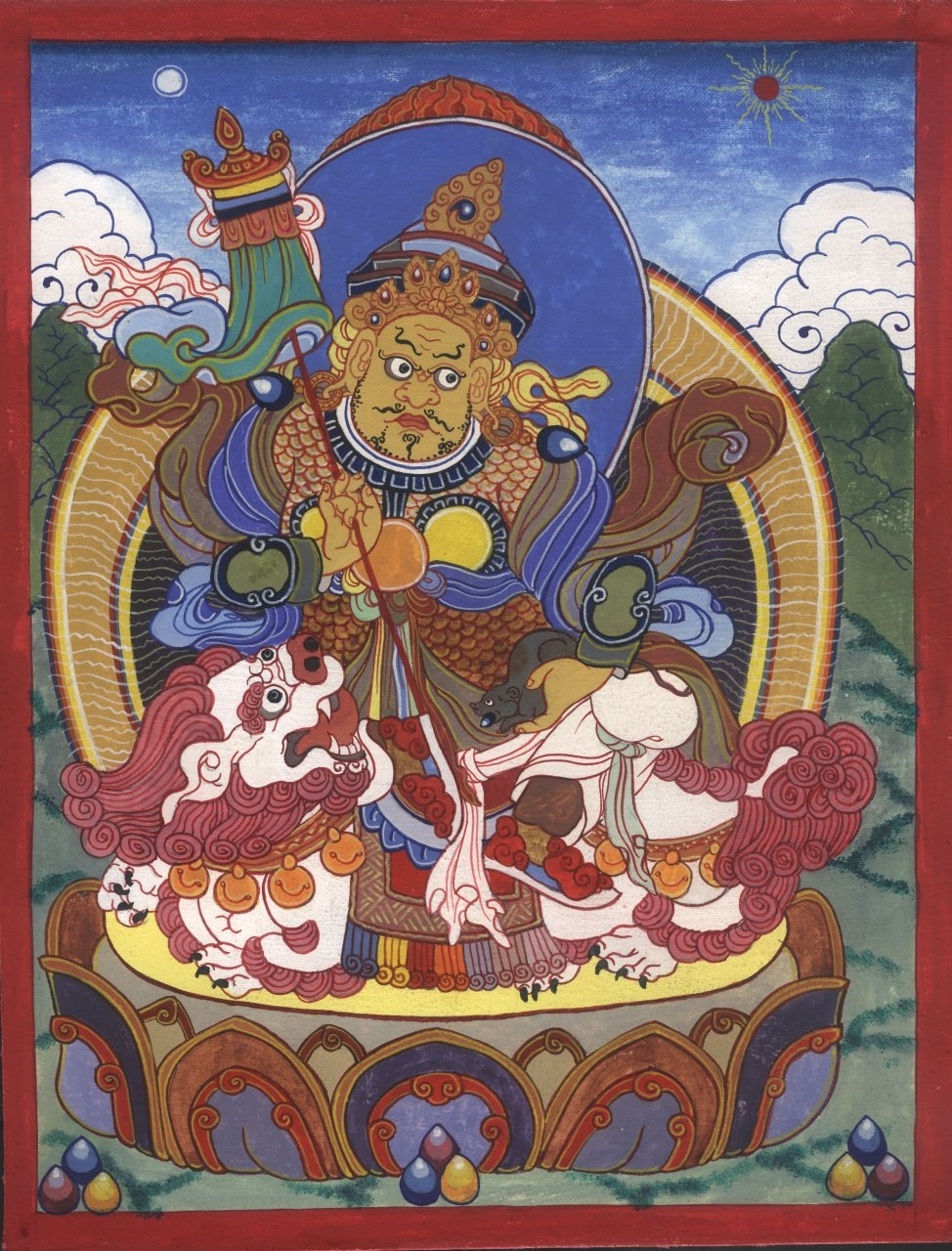
Kubera, Tempera auf Baumwolle, 20×27 cm

OTGOs Thangkas sind nicht aus religiösen Intentionen entstanden, viel mehr reizte ihn die Herausforderung, eine so anspruchsvolle, wie traditionelle Arbeitstechnik zu erlernen. Eine Faszination für die Anfertigungstechnik und der eigene Anspruch einer individuellen künstlerischen Umsetzung, trotz fester Regularien, weckten den Ehrgeiz des Künstlers und waren der Anfang einer Jahrelangen Entwicklung auf dem Gebiet der Thangkamalerei. Seine Technik entwickelte OTGO auf langen Reisen durch die Mongolei. Eine Besonderheit an OTGO’s Thangkas ist, dass er die Zeichnung direkt auf die Leinwand malt und so den Arbeitsschritt über das Skizzenblatt ausspart. Zieht man in Betracht, dass seine Bilder nur etwas größer als ein Dia sind, wird schnell klar wie detailliert der Maler arbeiten muss, um ein Bild anzufertigen. Otgonbayar Ershuu fertigte 600 Thangkas an, wobei ein Großteil der Bilder in einem einzigen Arbeitsschritt entstanden ist. Jeder Strich kann nur einmal gesetzt werden, es ist fast unmöglich Fehler zu korrigieren. Über Stunden muss der Zustand hoher Konzentration gehalten werden, ungeachtet natürlicher menschlicher Bedürfnisse oder unvorhersehbarer Störfaktoren.
Die mongolische Thangkamalerei ist entsprechend der Landestradition miniaturisiert und auch die Ikonografie wurde der vielfältigen Glaubenswelt angepasst. OTGO’s Figurenrepertoire bedient sich aus den Götterwelten des Schamanismus, des Tengrismus und des Buddhismus. Auffällig ist die meist erotisierte Darstellung der Bildthemen. Ein Leitsatz des mongolischen Glaubens ist das Erreichen der „All-Einheit“ durch die Überwindung aller Gegensätze der realen Erscheinungswelt. Sinnbildlich für diesen Prozess steht die geschlechtliche Vereinigung zwischen Mann und Frau, die letztlich den Keim für neues Leben in sich trägt. Die Erotisierung religiöser Bildinhalte, wird, unter Berücksichtigung dieses Grundgedanken, zur natürlichen, fast selbstverständlichen Konsequenz. Otgonbayar Ershuu entnimmt seine Bildthemen und Götterfiguren traditionellen Kunstdarstellungen. Teilweise sind seine Miniaturgötter Details eines großen Gemäldes oder die malerische Interpretation einer Skulptur, immer jedoch sind sie auf seine ganz spezielle, eigene Weise individualisiert und zu echten „OTGO’s“ geworden.
Otgonbayar Ershuu arbeitet bei der Herstellung seiner Thangkas mit unterschiedlichen Grundierungsfarben, um diese zu erhalten ist eine Vorbehandlung der Leinwände nötig. Die schwarze Grundierung ist eine Mischung aus schwarzem Ruß, Kreide und Wodka oder Milchschnaps. Dieser Mischung werden Pigmente aus Mineralien oder Pflanzen zugesetzt. Schließlich wird die Mixtur mit Leim aus Yakhaut gebunden und beidseitig auf die Leinwand aufgetragen. Eine Geruchsprobe an den kleinen Bildchen, verrät auch nach über zehn Jahren noch die Verwendung von Ruß und Alkohol zur Behandlung des Stoffes und verleiht den Werken ihren Charakter.

### HUN (Menschen) Bild

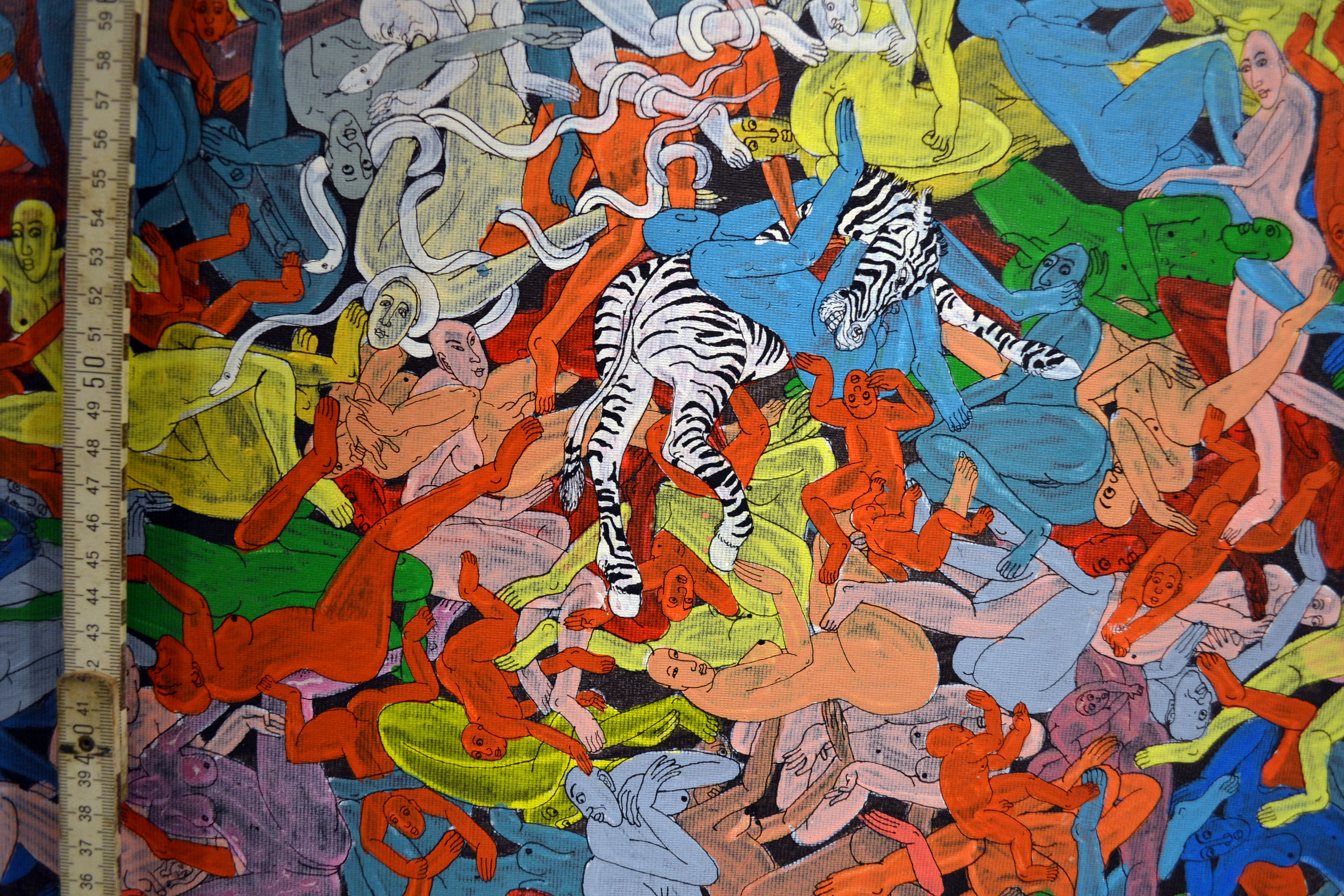
A detail
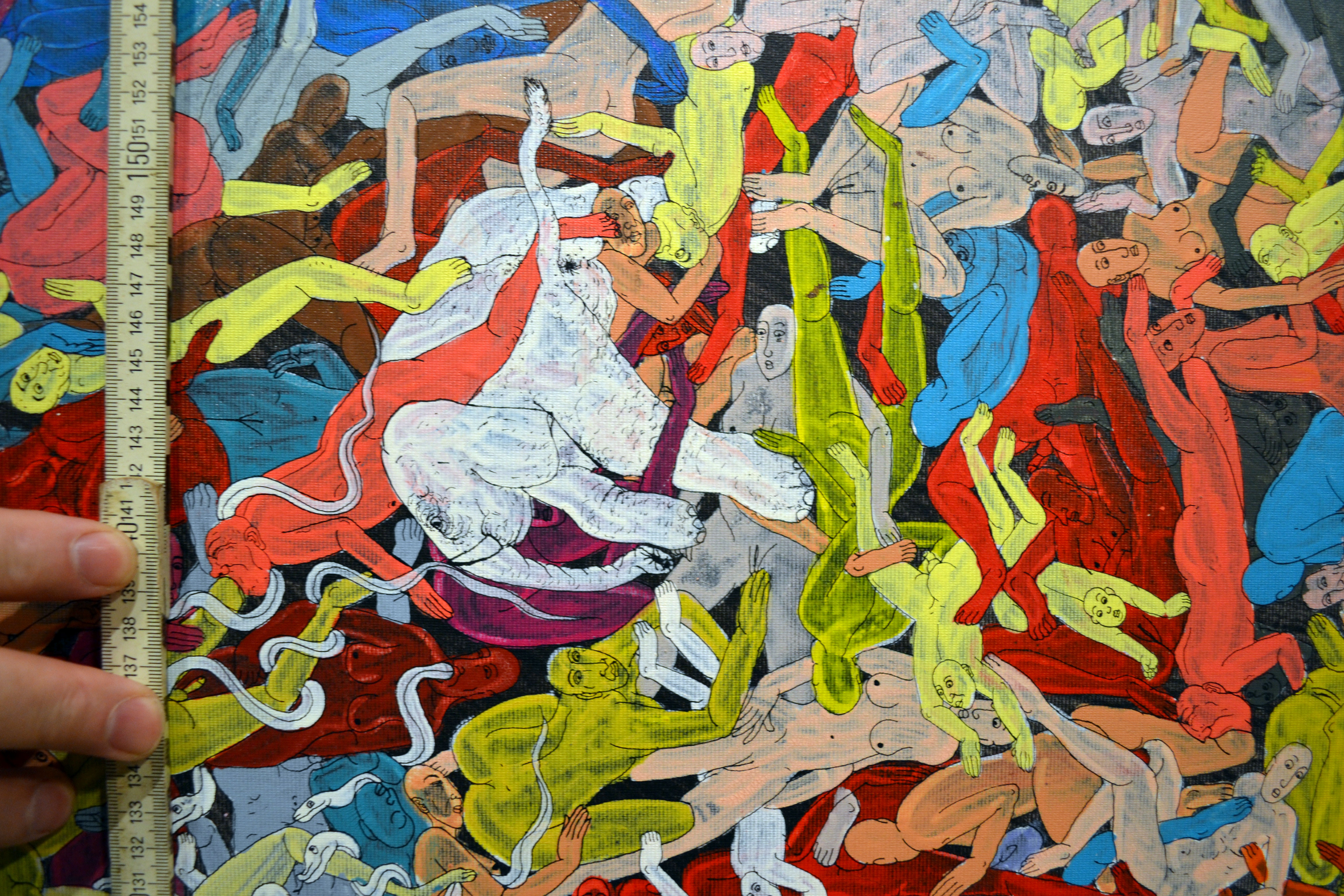
B detail
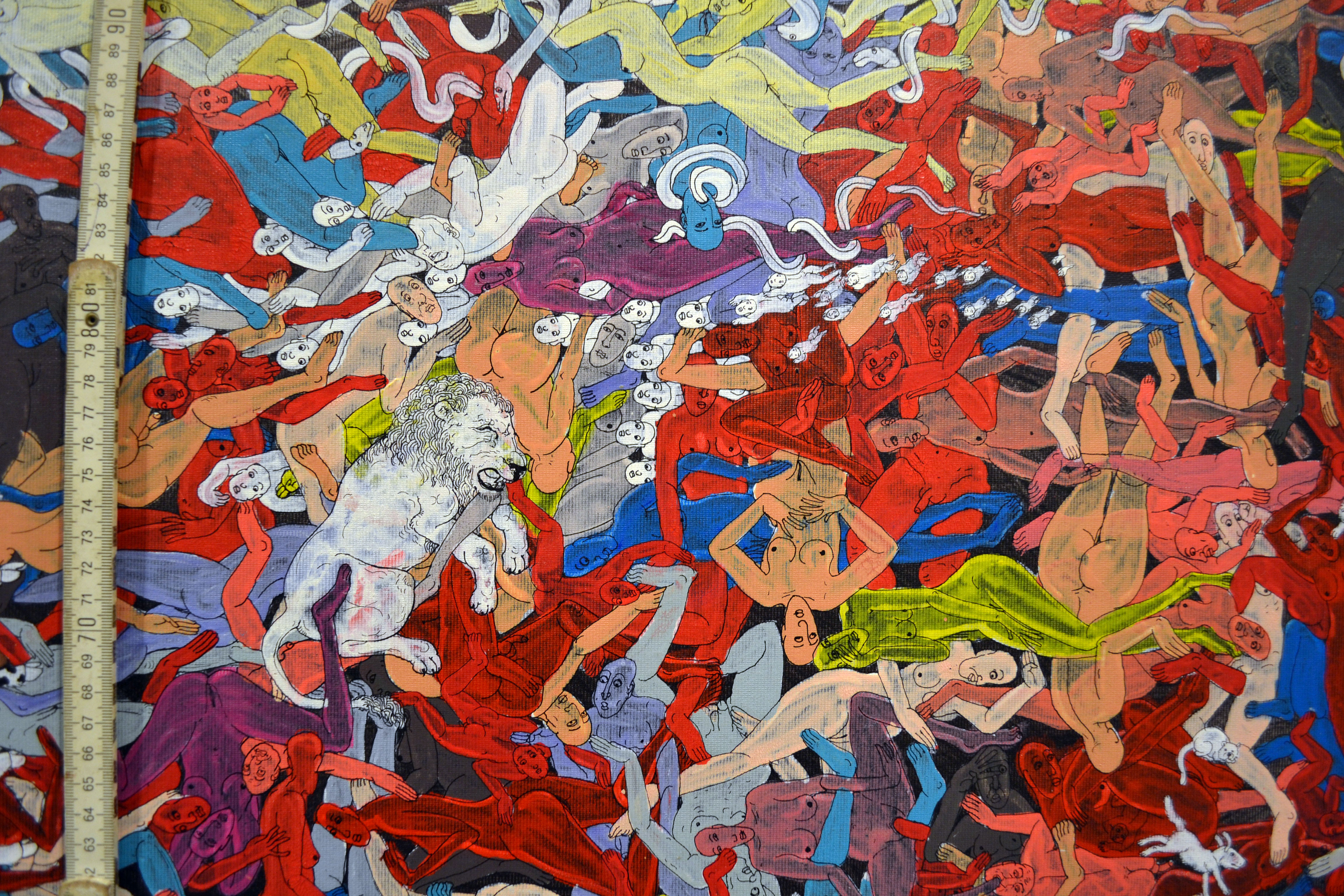
C detail
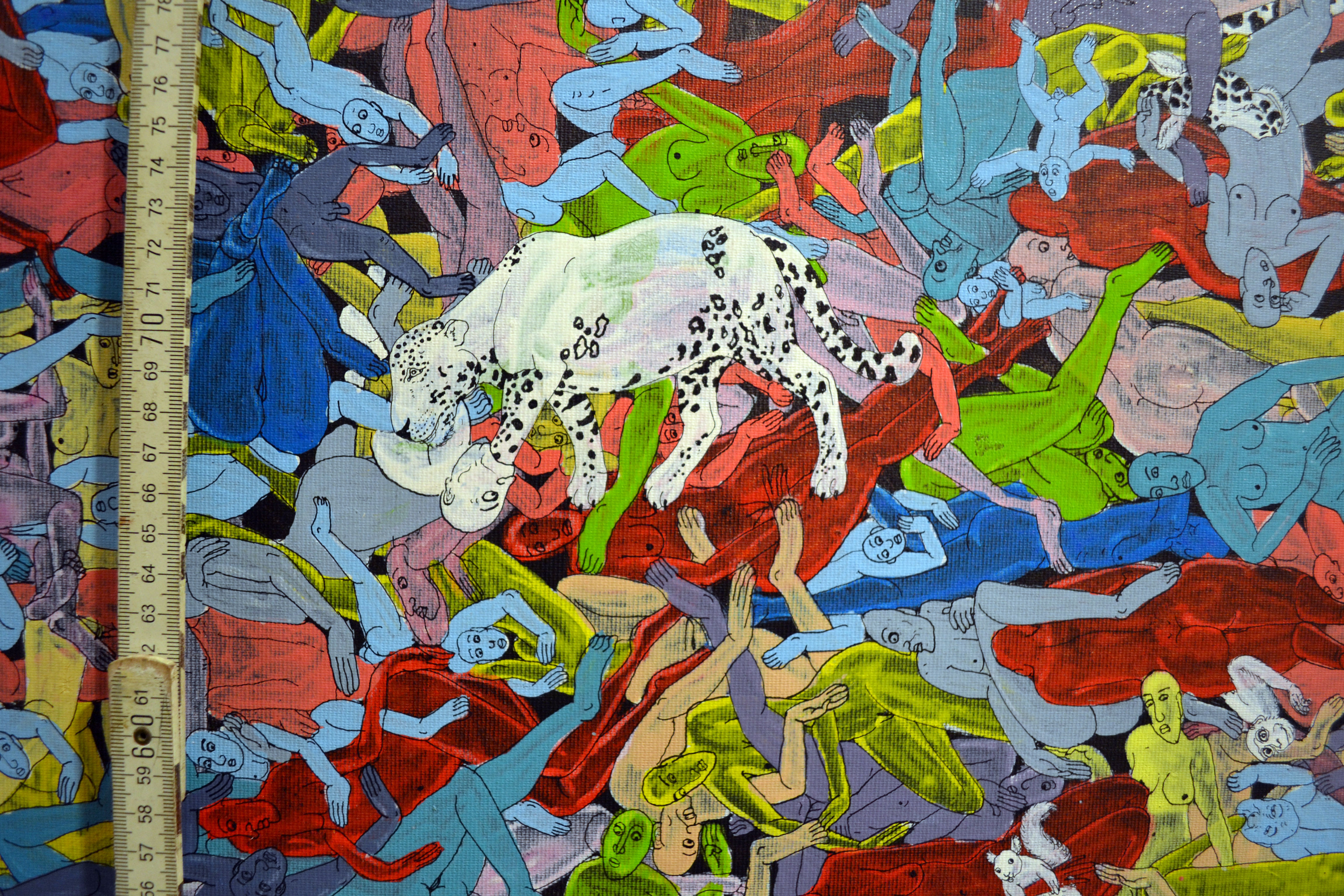
D detail
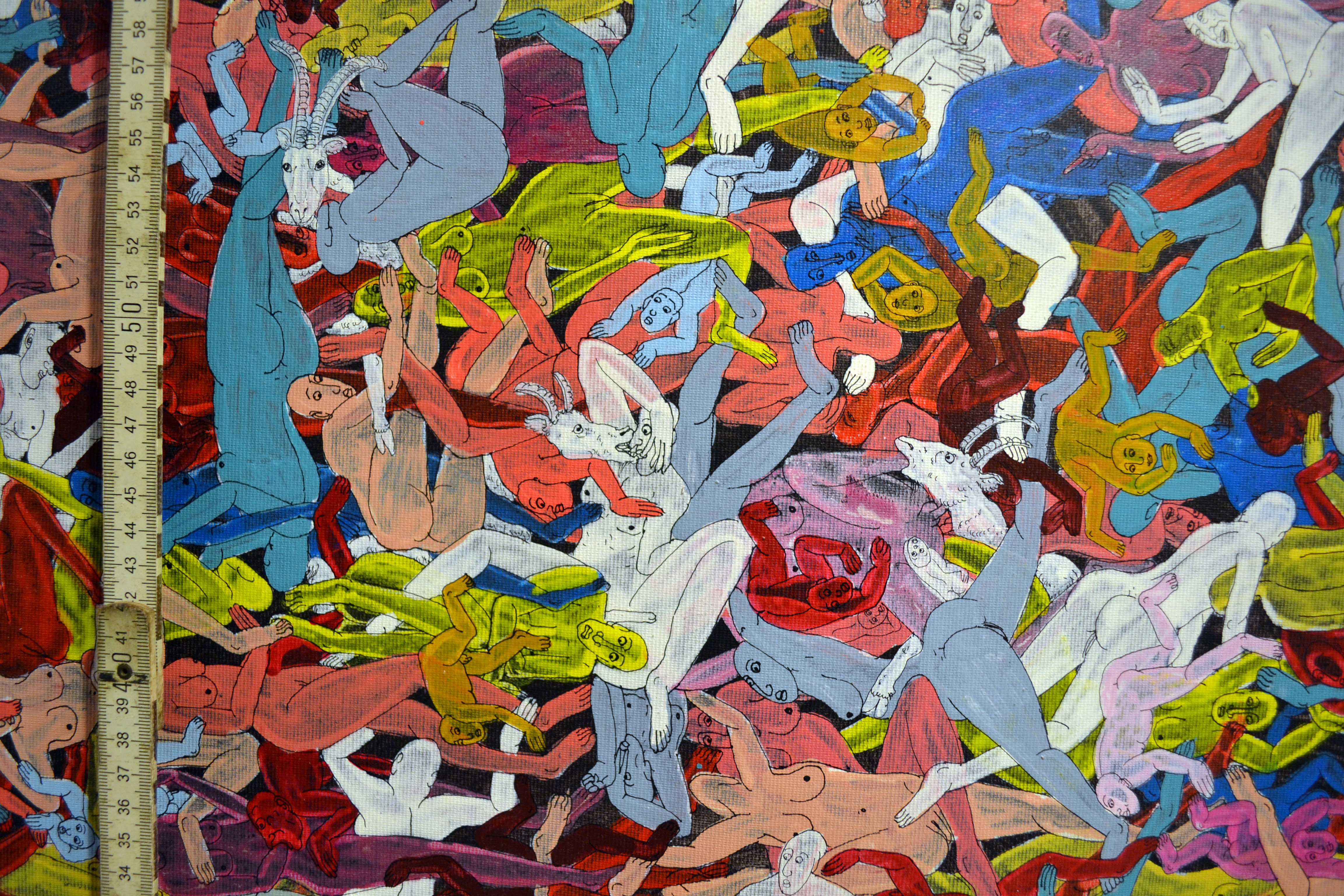
E detail

### Comic

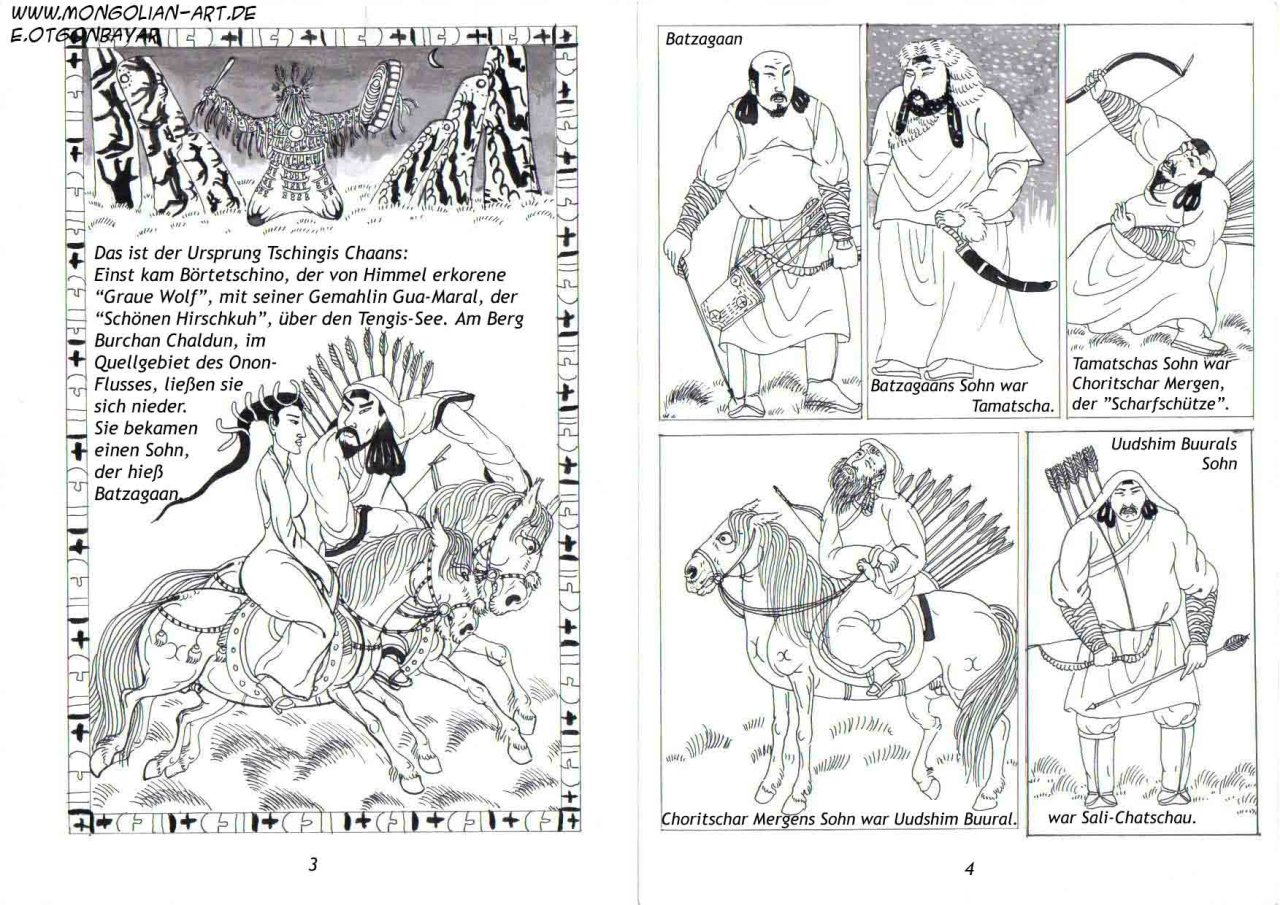
Comic: Die Geheime Geschichte der Mongolen, Zeichnung Tusche auf Papier, 21×30 cm

Eine langjährige Arbeit von Otgonbayar Ershuu ist „die Geheime Geschichte der Mongolen – Als Comic im Stil der mongolischen Malerei erzählt“. Dieser Comic besteht aus ca. 600 Seiten, die sich in zwölf Kapitel gliedern. Jede Buchseite zeigt mehrere Bilder, so dass die Arbeit insgesamt etwa 3000 Zeichnungen umfasst. Die „Geheime Geschichte der Mongolen“ wurde vor ca. 800 Jahren verfasst. Sie ist das älteste und bedeutendste Literaturwerk der Mongolen, Mythos, Epos und Chronik zugleich. Ursprünglich enthält sie keine Illustrationen. Damit diese Geschichte für alle Altersgruppen verständlicher und interessanter werden kann, entschloss er sich, den Inhalt dieses bedeutenden Werk als Mongolische Miniaturmalerei zu arbeiten. Ein besonders Anliegen während der Ausarbeitung des Comics war ihm, ethnische Merkmale der Mongolen sowie historische Fakten und Artefakte möglichst originalgetreu wiederzugeben. Daher bedurfte es auch in der Hinsicht ausführliche Recherchen, die ihn in verschiedene wissenschaftliche Bereiche geführt haben. Durch die Einbeziehung der Miniaturmalerei sollte etwas Charakteristisches und traditionell Mongolisches aufgegriffen werden.

## Filme über Ershuu
- ZURAG – Der Film über Otgonbayar Ershuu; Deutschland/Mongolei 2010; Ein Film von Tobias Wulff (Der Film wurde 2011 zwei Mal im mongolischen staatlichen Fernsehen gezeigt.)[7]
- HUN – Otgo, Hosoo, Transmongolia (Kunst-Dokumentation), Deutschland 2012; Ein Film von Dave Lojek[8]

## Veröffentlichungen

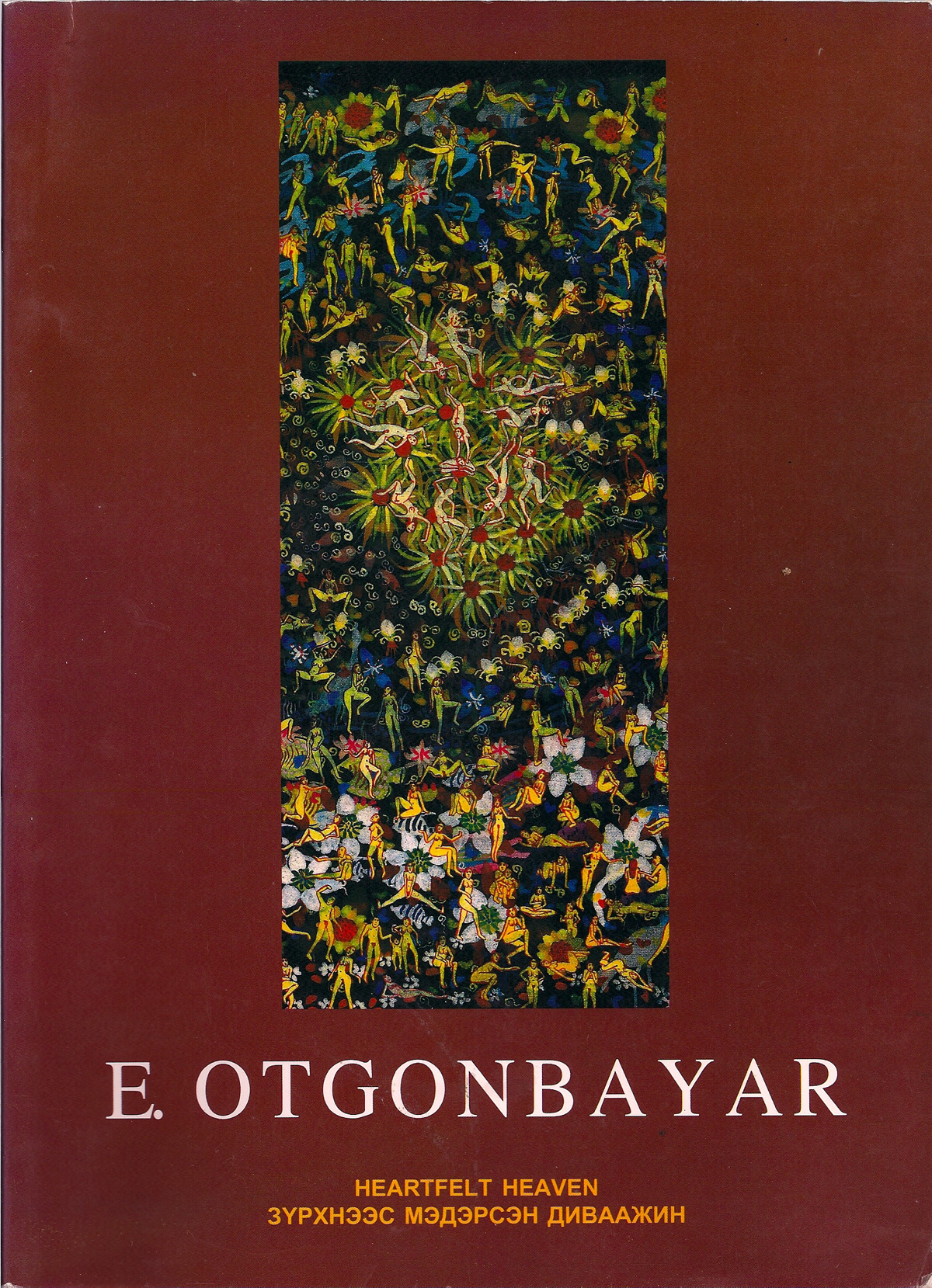
Otgonbayar Ershuu – HEARTFELT HEAVEN, Ulaanbaatar 2004

- Otgonbayar Ershuu: HEARTFELT HEAVEN. Hiimori Printing, Ulaanbaatar, Mongolei 2004, ISBN 99929-74-08-7

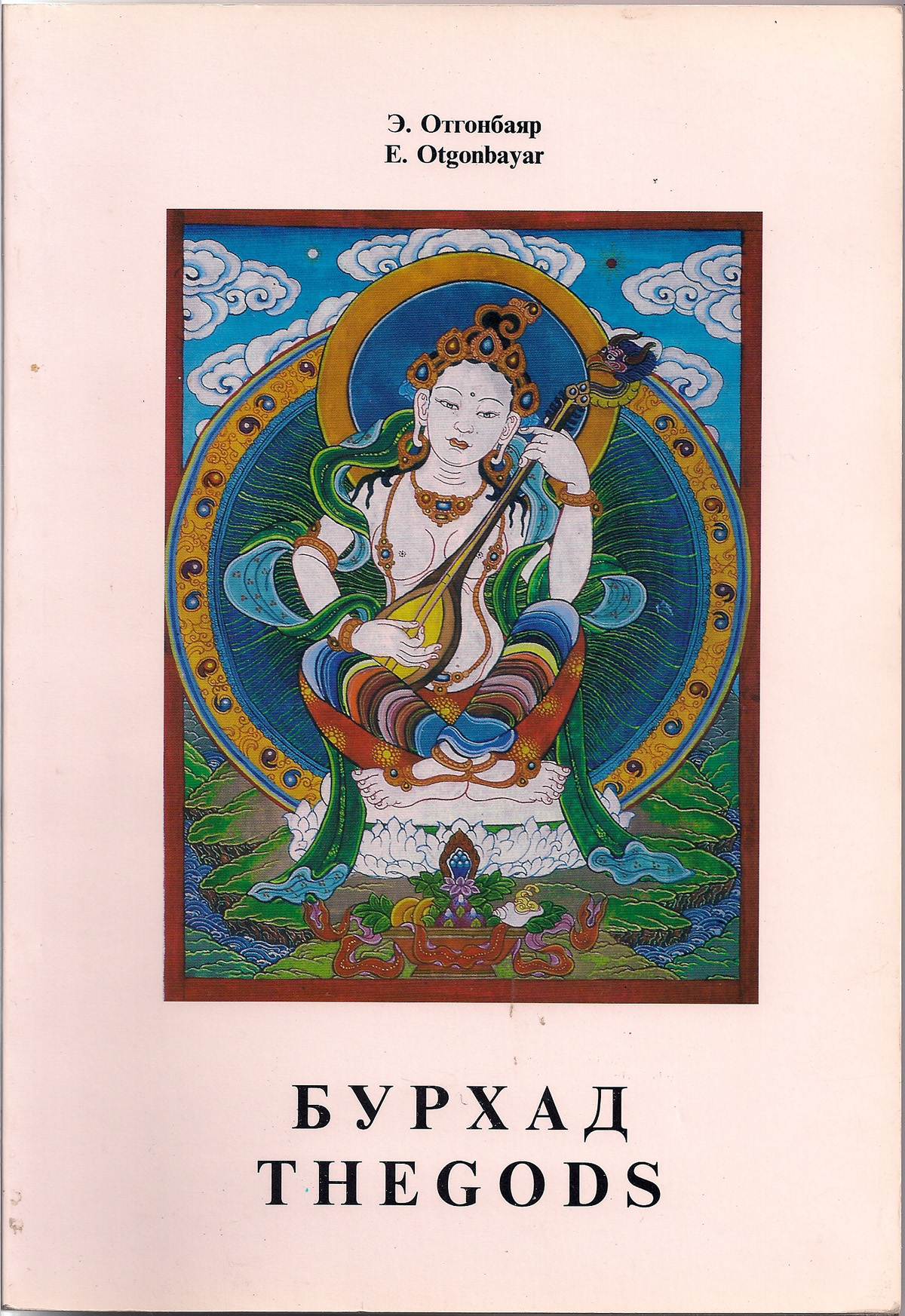
Otgonbayar Ershuu – THE GODS, Ulaanbaatar 2004

- Otgonbayar Ershuu: THE GODS Hiimori Printing, Ulaanbaatar, Mongolei 2004, ISBN 99929-74-07-9
- Otgonbayar Ershuu: BLUE Munkhiin Useg Verlag, Ulaanbaatar Mongolei 2016 ISBN 978-99973-58-38-7

## Auszeichnungen
- 1996: Verleihung der Medaille „Wissen“ in Gold durch die genannte Einrichtung von Kulturpalast der mongolischen Kinder, Ulaanbaatar.
- 2004: Auszeichnung als „Bester mongolischer Volkstalent“ durch das Ministerium für Bildung, Kultur und Wissenschaft der Mongolei.
- 2013: „Diploma of Excellence Art“, „The International Biennale of Painting“, Chișinău, Republik Moldau
- 2015: „Grand Prix“, „The International Biennale of Painting“ Chisinau,[9] Moldavia[10][11]

## Stimmen
„… Bisweilen schlägt seine Kunst in das fast Groteske um, als wenn das Bild von Menschen so voll ist, dass sie auf einander zu essen beginnen. Ganze Arme verschwinden in den Mund eines anderen Menschen, Mengen von Menschen schlängeln sich dicht umeinander, und man kann entweder an der Übervölkerung assoziieren, oder an einer globalen Orgie die zugrunde geht.“

„… Durch seine Studien hat OTGO die Miniaturmalerei zu einer neuen Blüte weiterentwickelt. Aus der Veränderung der Distanz des Betrachters zum Bild entfaltet sich der Bild im Bild Aufbau wie durch ein kunstvoll arrangiertes Prismenteleskop, welches mit jedem Schritt, den man dem Objekt näher kommt, detaillierte Szenerien mit völlig eigenständiger Bedeutung eröffnet, hingegen den Gesamteindruck des Bildes aus der Distanz, der durch spielerischen Umgang mit Farben und Motiven, das friedvolle Nebeneinander schablonenartiger präziser Elemente stets leicht und heiter erscheinend, allmählich verdrängt und vergessen lässt. Der Betrachter stößt mit jedem Schritt auf ein neues, vielfältiges Innenleben des Bildes.“

„… Otgonbayar Ershuu ist mittlerweile ‚Ein Mongole mit tausenden von Pferden…‘, die in bunten Herden, dröhnend, über seine Leinwände galoppieren und uns in ein facettenreiches Miniaturuniversum tragen. Minimundus erklärt uns die Welt, Otgonbayar wird uns die Mongolei, das Land der Pferde, erklären. Wer sonst sollte es tun, wer sonst malte eine halbe Millionen Pferde?“

„… Die in Mannheim präsentierten Bilder zeigen fliegende, schwimmende, rennende Menschen und Tiere, vereinzelt und zu Gruppen verdichtet, eingebunden in einen Kosmos aus koloristisch prägnant in Szene gesetzten Naturelementen. Alles ist in Bewegung, Veränderung, Transformation. OTGOS Bilder lassen uns in malerisch ausdrucksvoller Sprache eine Vorstellung vom Gleichklang zwischen Mensch und Natur in von der Zivilisation teilweise noch unberührten Räumen spüren, Räumen eines irdischen Paradieses, das in mancherlei Hinsicht mit unserer westlichen Vorstellung von einer ganzheitlichen Harmonie im Einklang ist.“

„… Die Arbeiten dieses mongolischen Künstlers, der übrigens seit 2005 in Berlin lebt, dürfen mit Fug und Recht zu einer Weltkunst gezählt werden, die alle Kulturen umfasst. Er hat nicht nur die Kunst seiner mongolischen Heimat konsequent in die Jetztzeit geführt und ist in der Welt ein kultureller Botschafter seines Volkes, er steht auch für eine junge, globale Generation, die regionale Traditionen achtet und gleichzeitig international agiert. In einer sorgsamen und sehr gelungenen Art und Weise blendet er westliche und östliche künstlerische Traditionen ineinander und schafft so eine Kunst, die in der Globalisierung angekommen ist.“

„… Seine Malerei erweist sich als ein eigenständiges visuelles Phänomen. Die bewusst herbeigeführte und künstlerisch auf hohem Niveau bewältigte Situation der Hybridität in der Überlagerung zweier Kulturen wird zum Einfallstor für Neues.“

## Einzelausstellungen
2019
- „OTGO“ Kunstverein Konstanz[18]

2018
- OTGO Retrospektive, Mongolian National Modern Art Gallery, Ulaanbaatar, Mongolei[19]
- OTGO's ART SPACE BERLIN[20]
- COVA Art Gallery. Eindhoven, Netherlands[21]
- AB43 CONTEMPORARY. Zürich, Switzerland[22]

2017
- OTGO's ART SPACE BERLIN
- Museum Baruther Glashütte, Baruth/Mark, Deutschland[23]
- Commerzbank am Brandenburger Tor, Berlin

2016
- National Art Museum, Chisinau, Moldawien[24]
- Art Space Mongolia, Ulaanbaatar, Mongolei

2015
- „WHITE“ Galerie Peter Zimmermann, Mannheim
- „'OTGO' POLAND“ Dom Kultury w Łęczycy, Polen
- „Penguin & Zebra – MONGOLIA?“ Gallery Studio OTGO Berlin

2014
- „TSENHER ULAAN“ Galerie Peter Zimmermann, Mannheim
- „HUN = MENSCHEN“ Museum Baruther Glashütte, Baruth/Mark, Deutschland
- „AMITAN“ Gallery Studio OTGO Berlin

2013
- „OTGO art“ Commerzbank, Brandenburger Tor, Berlin
- „OTGONBAYAR ERSHUU“ @ artlabmannheim, Mannheim, Deutschland

2012
- „HUN“ Galerie ZURAG, Berlin
- „KAMA SUTRA in Miniature“ Galerie ZURAG, Berlin
- „OTGO art“ Commerzbank, Brandenburger Tor, Berlin
- „OTGO art“ TSAGAANDARIUM Art Gallery & Museum Ulaanbaatar
- „OTGO art“ Red Ger Galerie, Khan Bank, Ulaanbaatar

2011
- „DRÖHNENDE HUFE“ Galerie ZURAG, Berlin
- „DRÖHNENDE HUFE“ Bonn
- „GÖTTER“ ZURAG, Berlin
- „MONGOL AYAN – 1“ Elsass, Frankreich
- „MONGOL AYAN – 4“ Atelier-Galerie Fischer-Art, Leipzig

2009
- „OTGO IM SCHLOSS“ Örebro, Schweden
- „OTGO IM SCHLOSS SEEHEIM“ Konstanz, Deutschland

2007
- „GÖTTER“ Adelhausermuseum, Freiburg im Breisgau, Deutschland
- „MONGOLISCHE MINIATUR MALEREI“ Mongoleizentrum, Freiburg im Breisgau
- „MINIATUR MALEREI“ Deutsche Bank, Berlin
- „Das mit meinem Herzen empfundene Paradies“ München
- „OTGO IN ÖREBRO“ Galerie Konstfrämjandet Örebro, Schweden

1996
- „HOS YUS“ Kulturpalast der mongolische Kinder, Ulaanbaatar, Mongolei